# Saitis taeniatus
Espèce
Synonymes
- Saitis taeniata Keyserling, 1883

Saitis taeniatus est une espèce d'araignées aranéomorphes de la famille des Salticidae.

## Distribution
Cette espèce est endémique d'Australie.

## Description
La femelle holotype mesure 4,1 mm.

## Publication originale
- Keyserling, 1883 : Die Arachniden Australiens. Nürnberg, vol. 1, p. 1421-1489 (texte intégral).